# مونتانيا (أين)
مونتانيا (بالفرنسية: Montagnat)‏ هي بلدية فرنسية تقع في إقليم الأين في فرنسا. رمز إنسي لها هو:1254. أما الرمز البريدي لها فهو: 1250.